# El Sauzal
El Sauzal település Spanyolországban, Santa Cruz de Tenerife tartományban. El Sauzal Tacoronte, El Rosario, Candelaria és La Matanza de Acentejo községekkel határos. Lakosainak száma 9278 fő (2024).

## Népesség
A település népessége az elmúlt években az alábbi módon változott:
| Lakosok száma | 7561 | 8178 | 8826 | 8996 | 9037 | 8998 | 8873 | 8934 | 9005 | 9278 |
|               | 2001 | 2004 | 2007 | 2009 | 2012 | 2014 | 2017 | 2019 | 2022 | 2024 |